# Dryopteris serratodentata
Dryopteris serratodentata là một loài thực vật có mạch trong họ Dryopteridaceae. Loài này được (Bedd.) Hayata miêu tả khoa học đầu tiên năm 1914.